# ¡Que te vote Txapote!
«¡Que te vote Txapote!», cuya versión completa es «¡Que te vote Txapote, Sánchez!», es un eslogan político popular entre la derecha política en España. Se comenzó a emplear a principios de 2023 contra el presidente del Gobierno, Pedro Sánchez, y hace mención al terrorista de ETA Txapote (apodo de Francisco Javier García Gaztelu).

## Antecedentes políticos
Después de las elecciones generales de noviembre de 2019 y el inicio de la XIV legislatura, el presidente en funciones Pedro Sánchez (PSOE) necesitó de la abstención del partido político referente de la izquierda abertzale, EH Bildu, para poder ser investido nuevamente como presidente en enero de 2020 y formar su segundo gobierno. Este gesto, entre otros pactos menores con EH Bildu, fue afeado por la derecha política española (Partido Popular y Vox principalmente), siendo uno de sus principales elementos de crítica.
Francisco Javier García Gaztelu, apodado Txapote, fue uno de los principales dirigentes de la banda terrorista ETA. Desde 2005 está en prisión tras ser acusado de cometer más de una decena de asesinatos, entre ellos los de Miguel Ángel Blanco, Gregorio Ordóñez, Fernando Buesa y Fernando Múgica.

## Origen y difusión del término

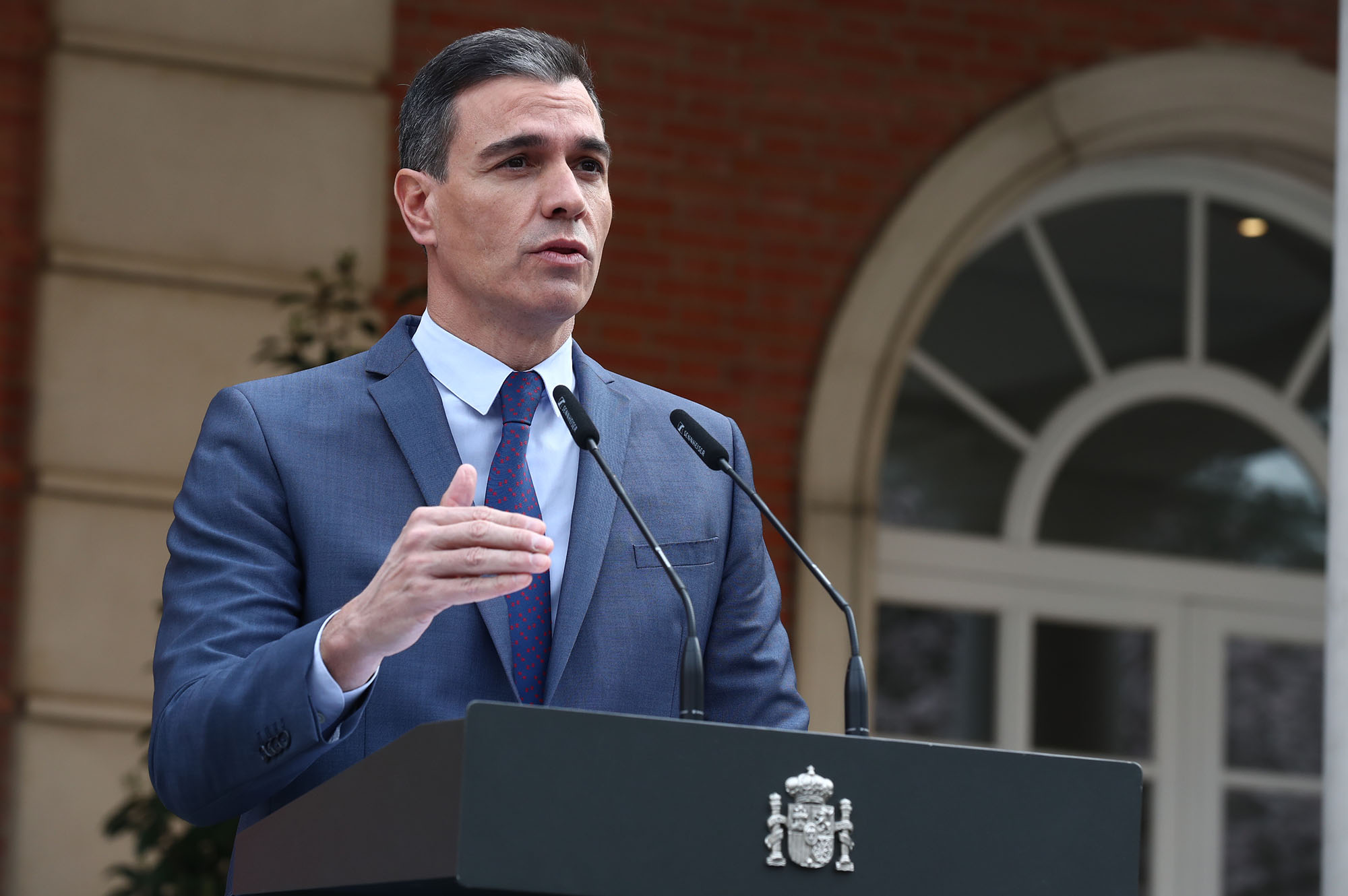
Foto del presidente del Gobierno, Pedro Sánchez.

Aunque no tiene un origen plenamente identificado, su primera aparición mediática data del 3 de septiembre de 2022, cuando en un encuentro de Pedro Sánchez con la ciudadanía en Sevilla, un miembro anónimo de Solidaridad (sindicato del partido Vox), alzó una pancarta en la que se leía Que te vote Txapote. Días más tarde Jorge Buxadé, vicepresidente de Vox, empleó el término en un rueda de prensa.
Sin embargo, el eslogan alcanzaría el cénit mediático el 25 de enero de 2023. Ese día el programa de televisión de La 1 Hablando Claro, se encontraba realizando una emisión en directo desde Cazalegas (Toledo). El tema a tratar era la presencia de un radar de tráfico privado empleado por el ayuntamiento, por lo que se iba a entrevistar a un hombre "víctima" del radar. El entrevistado era José María "Chema" de la Cierva, fotógrafo vinculado a la extrema derecha, hijo del historiador y ministro de Suárez Ricardo de la Cierva. Nada más acercar el micrófono a De la Cierva, denominado por el presentador como "Chema", este espetó: «Que te vote Txapote, Sánchez, que te vote Txapote». Totalmente sorprendido, el presentador Daniel González intentó reconducir la entrevista, aunque no pudo hacer nada contra los gritos de De la Cierva, que continuaron así: «¡Los medios de comunicación al servicio del pueblo! Que te vote Chapote, Sánchez. ¡Socialista, hijo de puta, genocida, que te den por culo! ¡A la mierda todos, socialistas, rojos de mierda, que os follen!». Después de esto, la señal se cortó y volvió a plató, donde se hallaba la presentadora Lourdes Maldonado totalmente sorprendida.
De la Cierva estaba grabando lo sucedido con su teléfono móvil y posteriormente publicó el vídeo, apareciendo como una vez cortada la emisión lanzaba toda una serie de improperios y amenazas de muerte al equipo de Televisión Española. Lo ocurrido rápidamente se convirtió en un fenómeno de internet, especialmente en la red social Twitter.
El equipo de comunicación de Vox intentó fichar a Chema de la Cierva para la campaña electoral de las elecciones municipales y autonómicas del 28 de mayo de 2023, aunque no se concretó el contrato.
El 2 de febrero de 2023, en un pleno de la Asamblea de Madrid, la presidenta de la Comunidad de Madrid Isabel Díaz Ayuso (PP) empleó el término en una intervención parlamentaria dirigida al PSOE. Consuelo Ordóñez, hermana del político Gregorio Ordóñez, asesinado por Txapote en 1995, y presidenta de COVITE, afeó a la presidenta el uso del eslogan. El uso de la oración crecería con fines políticos de cara a las elecciones municipales y autonómicas del 28 de mayo de 2023 (28-M). Ese mismo día Pedro Sánchez recibió durante una entrevista a medios el grito a las puertas de su colegio electoral.

## Eslogan político

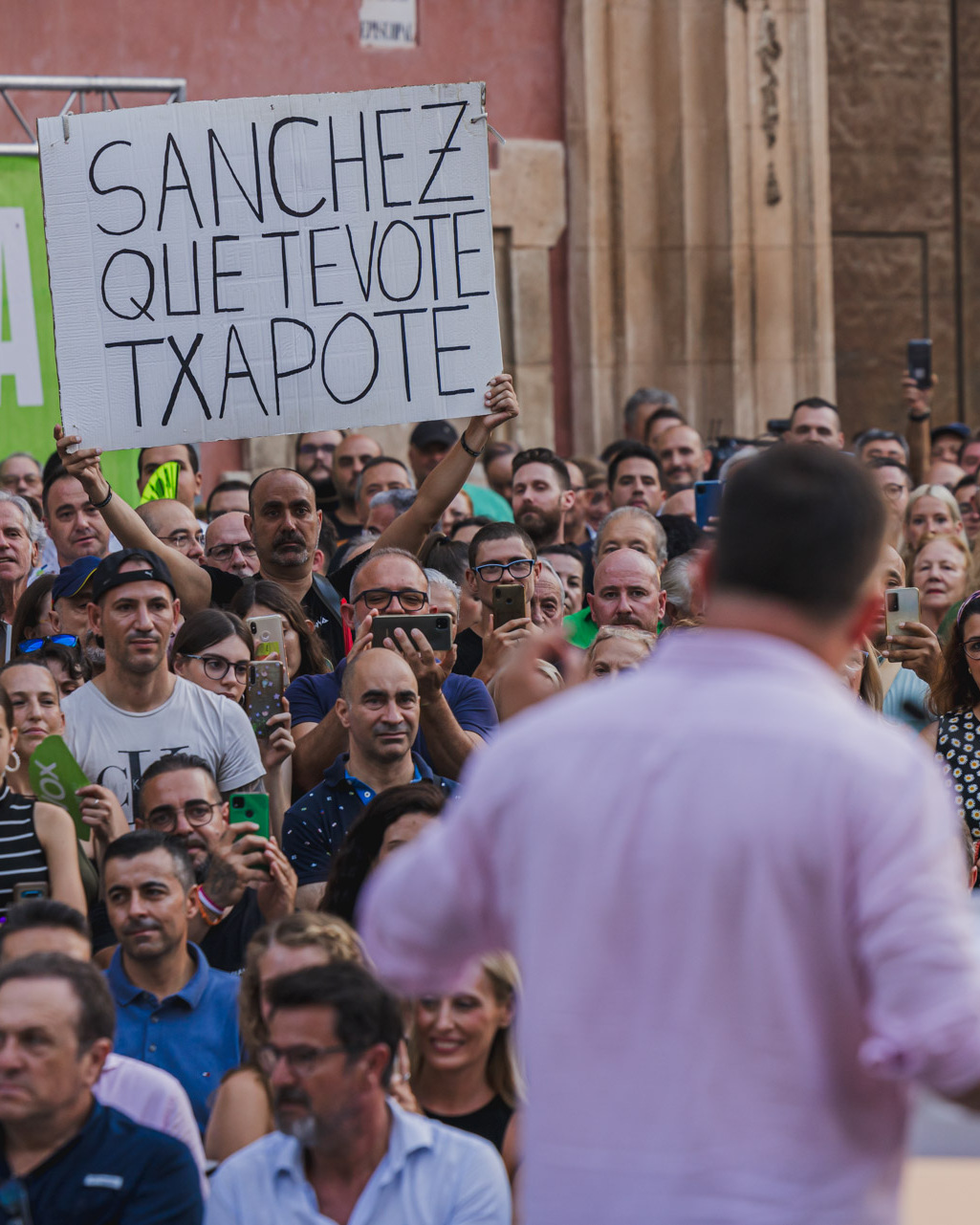
Mitin en Murcia de Santiago Abascal, líder de Vox, donde un simpatizante lleva un cartel con el lema «Sánchez que te vote Txapote».

La explotación máxima de la expresión se daría en la precampaña y campaña electoral de las elecciones generales del 23 de julio de 2023. Vendría desde posiciones cercanas a los dos principales partidos políticos de la derecha española (PP y Vox) o directamente desde ellos mismos. A finales de abril y principios de mayo, en el torneo de tenis Mutua Madrid Open 2023, algunos aficionados vocearon «¡Que te vote Txapote!» durante los partidos de varios jugadores españoles como Carlos Alcaraz. Durante la celebración de los Sanfermines en Pamplona a principios de julio la emisión en directo de Televisión Española fue interrumpida en numerosas ocasiones con el grito de «Que te vote Txapote, Sánchez».
El 10 de julio en el debate cara a cara organizado por Atresmedia que enfrentó a Sánchez y al presidente del PP Alberto Núñez Feijóo, Sánchez le preguntó a Feijóo si condenaba el uso del eslogan. Este no dio una respuesta clara. Según aumentaba su uso también aparecieron las primeras críticas. El 11 de julio de 2023 el Colectivo de Víctimas del Terrorismo (COVITE), la Fundación Fernando Buesa y varias víctimas independientes pidieron no usar el lema al considerar «una banalización del terrorismo y de los terroristas».
El uso del eslogan dividió a las víctimas del terrorismo. Por un lado los contrarios al uso, representados por COVITE y su presidenta Consuelo Ordóñez y por otro los partidarios, unas 200 víctimas. Entre los partidarios se encontraban Daniel Portero, diputado del PP en la Asamblea de Madrid, y María del Mar Blanco, hermana de la víctima mortal de Txapote Miguel Ángel Blanco.
Varias figuras y formaciones políticas también se pronunciaron sobre su uso. Javier de Andrés, el cabeza de lista del Partido Popular al Congreso por Álava, definió al eslogan como «un lema del pueblo». Borja Sémper, portavoz del Partido Popular e histórico dirgiente del PP en Guipúzcoa, reconoció que la expresión le causaba incomodidad. El presidente de Vox, Santiago Abascal empleó el término en varios mítines e incluso añadiendo «Que te vote Txapote y Mohammed», en referencia a Mohammed VI, rey de Marruecos. El PNV, a través de Aitor Esteban, criticó el empleo del término. La cabeza de lista de EH Bildu por Guipúzcoa, Mertxe Aizpurua, calificó de «indigno» que se use el lema.
El 20 de julio de 2023, la Junta Electoral Central recordó que, según el artículo 93 de la Ley Orgánica del Régimen Electoral General (LOREG), estaba prohibido llevar camisetas con este lema, junto al escudo de España, durante la jornada electoral del 23-J, por considerarse propaganda electoral. La información fue una respuesta a una consulta realizada desde Jaén debido a una difusión por redes sociales donde se animaba a los votantes a acudir a los colegios electorales portando camisetas serigrafiadas con el lema y el escudo español.

## Usos posteriores al 23-J
En agosto de 2023, durante la celebración de la Jornada Mundial de la Juventud en Lisboa que congregó a jóvenes de diversas partes del mundo en compañía del papa, se pudo escuchar en repetidas ocasiones el lema coreado por jóvenes españoles asistentes a las jornadas.
En el ceremonial desfile militar de la festividad del 12 de octubre de ese año, en el momento en el que el rey Felipe VI y su hija la princesa Leonor saludaban al presidente Pedro Sánchez, la retransmisión en directo de RTVE captó cómo el público asistente coreó «¡Que te vote Txapote!».
A la hora de ser investido de nuevo presidente del Gobierno en noviembre de 2023, Pedro Sánchez necesitó el voto a favor de EH Bildu y volvió a pactar con dicha formación. No obstante, en esta ocasión la atención mediática de la derecha (PP y Vox) se centró en la tramitación de la Ley de Amnistía, documento pactado con los partidos del independentismo catalán. Se protagonizaron manifestaciones, incluidos disturbios frente a la sede nacional del PSOE, que fueron bautizadas como Noviembre Nacional. El cántico «Que te vote Txapote» fue repetidamente coreado por los manifestantes durante las protestas, e incluso la expresidenta de la Comunidad de Madrid Esperanza Aguirre se unió a dichos cánticos durante una concentración en la calle Ferraz de Madrid en noviembre de 2023. Aguirre ya había empleado dicha expresión durante la precampaña de las elecciones generales, en mayo de ese año, y la recuperaría en un editorial de enero de 2024 para el medio digital The Objective, en el que hacía su propio análisis del popular lema y concluía que Pedro Sánchez no sólo había buscado «el voto de los asesinos», sino que «ahora es él el que, con entusiasmo, los vota» (refiriéndose a Bildu).
La utilización del lema volvió a tener resonancia nacional en octubre de 2024, cuando unos estudiantes de la Universidad de Navarra corearon el lema durante una visita del ministro del Interior socialista Fernando Grande-Marlaska a la Facultad de Comunicación. El grupo de jóvenes también increpó al ministro con gritos de «maricón», entre otros insultos. Al día siguiente, la expresión también fue utilizada en la Asamblea de Madrid cuando, ante una pregunta sobre el plan forestal en dicha comunidad, el diputado del PP Daniel Portero mencionó a la banda terrorista ETA y concluía con un «¡Que les vote Txapote!». Este diputado ya había empleado el mismo eslogan en anteriores ocasiones para atacar al presidente del Gobierno Pedro Sánchez.